# Felix Locke

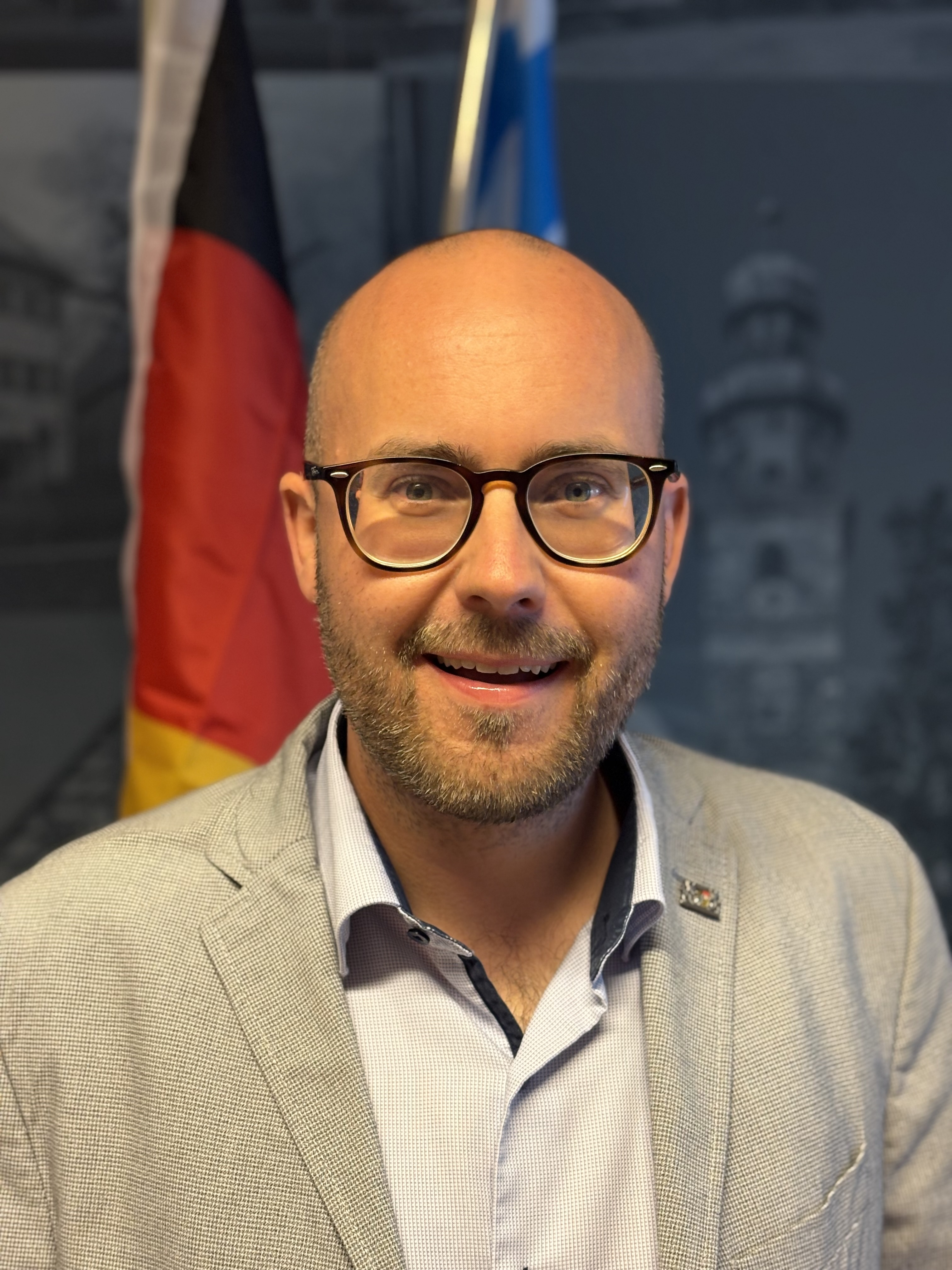
Felix Locke (2025)

Felix Locke (* 14. Januar 1988 in München) ist ein deutscher Politiker (FW). Er ist seit 2023 Abgeordneter im Bayerischen Landtag und dabei Parlamentarischer Geschäftsführer seiner Fraktion. 

## Leben
Locke wurde in München geboren. Im Alter von neun Monaten zogen seine Eltern mit ihm von München nach Lauf an der Pegnitz, wo er seitdem lebt.

### Ausbildung und Beruf
Nach dem Abitur am CJT-Gymnasium in Lauf an der Pegnitz im Jahr 2009 studierte Locke Wirtschaftswissenschaften an der FAU Erlangen-Nürnberg, das er mit dem Bachelor im Jahr 2013 abschloss. Nach dem Studium leitete er als Geschäftsführer ein mittelständisches Handwerksunternehmen. Im Jahr 2015 gründete er ein Startup-Unternehmen für die Entwicklung und Fertigung von Elektromotoren. Von Februar 2018 bis zum Einzug in den Landtag im Oktober 2023 war Locke Programmleiter bei einem großen Versicherungsunternehmen in Nürnberg.

### Privatleben
Locke lebt seit 1988 in Lauf an der Pegnitz. Er ist mit Jana Locke verheiratet und hat zwei Kinder.

### Politik

#### Kommunales
Locke ist seit 2013 Mitglied bei den Freien Wählern Lauf. Er trat im Jahr 2014 bei den Kommunalwahlen in Bayern als Kandidat für den Stadtrat in Lauf an der Pegnitz an, verfehlte aber den Einzug. Seit 2015 ist Locke Vorsitzender des Ortsverbandes der Freien Wähler Lauf e.V. Seit 2017 ist er auch Mitglied der Bundesvereinigung Freie Wähler. Bei der Kommunalwahl in Bayern 2020 ließ sich Locke erneut auf Listenplatz 2 der Freien Wähler aufstellen und errang ein Mandat im Stadtrat. Seitdem ist er auch Fraktionssprecher der Freien Wähler Lauf.

#### Parteilaufbahn
Im Juli 2018 trat Locke das Amt des Landesvorsitzenden der Jungen Freien Wähler Bayern an. Im März 2019 wurde er zum jugendpolitischen Vertreter im Bundesvorstand der Freien Wähler gewählt. Am 11. Oktober 2020 wurde er außerdem zum Bundesvorsitzenden der Jungen Freien Wähler gewählt. Im Oktober 2024 schied Felix Locke altersmäßig aus den Jungen Freien Wählern aus und gab daher diese Ämter weiter.
Seit Mai 2019 ist Locke stellvertretender Generalsekretär der Freien Wähler Bayern.

#### Bayerischer Landtag
Bei der Landtagswahl am 8. Oktober 2023 erreichte er im Stimmkreis Nürnberger Land mit 14,6 % die drittmeisten Stimmen. Über die Liste des Wahlkreises Mittelfranken erhielt er die drittmeisten Stimmen der FW-Bewerber und zog damit in den Landtag ein. Locke gehört dort dem Ältestenrat und dem Ausschuss für Verfassung, Recht, Parlamentsfragen und Integration an und wurde am 27. November 2023 von seiner Fraktion zum Parlamentarischen Geschäftsführer bestellt.

### Sport
Locke ist seit über 20 Jahren aktives Mitglied beim Bayerischen Basketball Verband, für den er auch jahrelang als Schiedsrichter zur Verfügung stand. Er ist Trainer der Bayernligamannschaft des TV 1877 Lauf. Er ist stellvertretender Vorsitzender der Basketballabteilung und Gründungsmitglied des Fördervereins Jugendbasketball beim TV 1877 Lauf.